# Sudestada (canción de Los Piojos)
Sudestada es una canción de la banda de rock argentina Los Piojos, incluida como quinta canción del sexto álbum de estudio titulado Máquina de sangre del año 2003.

## Vídeo musical
El vídeo es una filmación de la banda tocando la canción dentro del Estudio del Abasto al Pasto, mientras se van sucediendo las tomas mediante atenuaciones. Este vídeo se incluyó dentro del CD para ser reproducido en la computadora.